# Heinrich Uranius
Heinrich Uranius (auch Henricus Uranius Ressensis; * 1492 in Rees ; † 6. Dezember 1572 in Emmerich) war ein deutscher Humanist und Rektor der Gelehrtenschule von Emmerich.

## Leben
Wohl in Rees als Heinrich von dem/aus den Himmel in der Pfaffenstraße (heute Kapitelstr.) geboren und zur Elementarschule gegangen, nannte er sich als Humanist Henricus Uranius oder Henricus Ressensis (aus Rees). Er studierte Philosophie und Theologie. 55 Jahre war er Lehrer, von 1558 bis 1572 leitete er das Gymnasium in Emmerich. Einer seiner Förderer war Andreas Masius, der Begründer der Universität Duisburg. Seine wissenschaftlichen Verdienste liegen besonders in der Erforschung der hebräischen Sprache.

Das Epitaph in der Emmericher Kirche St. Martini würdigte ihn:
Hendricus iacet, hac gelida tellure sepultus,
Uranius, nostra Gymnasiarcha scholae,
Qui tribus in linguis, nec dogmate clarus in uno

Aeternum peperit nomen ubique sibi.

## Werke
- Compendium Grammaticae Hebraeae, Basel 1541
- Arithmetices introductio, 1556
- Ode didaskalike, sapienti mortem, veluti malum aliquod, non esse metuendam, ostendens, Ad Intersignium Monocerotis [Walter Fabritius], Köln 1569[5]
- De re numaria, mensuris, et ponderibus epitome, ex Budaeo, Portio, Alciato, et Georgio Agricola concinnata et aucta, diligenterque recognita, per Henricum Uranium Ressensem, 1569
- De Servilium Literarum Apud Hebraeos Usu Et Officiis, de nominu[m] diversitate, eorumq[ue] affixis, de mutandorum vocalium punctorum ratione ... libellus, Köln 1570 (mit einer Widmung an Andreas Masius[6])

## Einzelbelege
1. ↑  In der Literatur wird vielfach auch um 1500 angegeben. In E. Wassenbergi Embricensis Embrica Sive Urbis Embricensis Descriptio : Libri Tres (Clivia 1667), III, S. 281, wird ein Epitaph wiedergegeben, auf dem neben dem Sterbedatum (VIII. Iduum Dec.) ein Lebensalter von 79 Jahren steht.
2. ↑  In der Widmung seiner Ode an den klevischen Kanzler Barzius Oliverius erinnert er an die gemeinsame Zeit auf der Reeser Schulbank beim ludimagister Gerhard Hoebing.
3. ↑  Max Lossen, A. Masius: Briefe von Andreas Masius und seinen Freunden, 1886, S. 440
4. ↑  Übersetzung:
Es liegt, in dieser eisigen Erde begraben,
Heinrich Uranius, unser Schulrektor,
Der gleich in drei Sprachen, nicht nur glänzend in einer einzigen Lehre
Sich einen ewigen Namen verschafft hat. In:
E. Wassenbergi Embricensis Embrica Sive Urbis Embricensis Descriptio : Libri Tres (Kleve 1667), S. 281 https://sammlungen.ulb.uni-muenster.de/uo/content/titleinfo/1188880
5. ↑  Heinrich Uranius: Ode didaskalike, sapienti mortem, veluti malum aliquod, non esse metuendam, ostendens. Ad Intersignium Monocerotis, Köln 1569 (google.de [abgerufen am 3. Februar 2020]).
6. ↑  M. Lossen, A. Masius: Briefe von Andreas Masius Und Seinen Freunden. Рипол Классик, 2012, ISBN 978-5-87418-585-5 (google.de [abgerufen am 3. Februar 2020]).

| Personendaten    | Personendaten                                         |
| ---------------- | ----------------------------------------------------- |
| NAME             | Uranius, Heinrich                                     |
| ALTERNATIVNAMEN  | Ressensis, Henricus Uranius                           |
| KURZBESCHREIBUNG | deutscher Humanist und Rektor der Schule von Emmerich |
| GEBURTSDATUM     | 1492                                                  |
| GEBURTSORT       | Rees                                                  |
| STERBEDATUM      | 6. Dezember 1572                                      |
| STERBEORT        | Emmerich                                              |